# DJK Fortuna Dilkrath
Die DJK Fortuna Dilkrath (offiziell: Deutsche Jugendkraft Fortuna Dilkrath e.V.) ist ein Sportverein aus Schwalmtal im Kreis Viersen. Die erste Fußballmannschaft der Frauen nahm dreimal am DFB-Pokal teil.

## Geschichte
Im Jahre 1931 wurde mit dem Spiel- und Sportverein Dilkrath der Vorläufer der heutigen DJK Fortuna gegründet, der im Spielbetrieb der Deutschen Jugendkraft. Zwei Jahre später wurde der Verein nach der Machtübernahme der Nationalsozialisten verboten und aufgelöst. Nach dem Ende des Zweiten Weltkrieges wurde im Jahre 1946 mit dem FC Dilkrath ein Nachfolgeverein gegründet. Drei Jahre später ging dieser Verein eine Spielgemeinschaft mit einem Verein aus dem benachbarten Boisheim ein, die nur wenige Jahre hielt. Im Jahre 1962 entstand unter Pfarrer Heinrich van Booven die Jugendbewegung KJG St. Gertrudis Dilkrath. Hieraus wurde am 21. Juni 1964 die heutige DJK Fortuna Dilkrath gegründet.

### Frauenfußball
Die Frauenfußballabteilung gründete sich in den frühen 1980er Jahren. 1993 stieg die Mannschaft unter Trainer Stefan Laumen in die seinerzeit zweitklassige Regionalliga West auf. In den Jahren 1995 und 1997 erreichte die Fortuna mit Rang fünf ihre besten Platzierungen. Zwischenzeitlich konnten die Dilkratherinnen 1996 den Klassenerhalt nur aufgrund der besseren Tordifferenz gegenüber dem Herforder SV sichern. 1997 endete die Regionalligaära mit Pech. Als Viertletzter musste die Mannschaft in die Niederrheinliga absteigen, weil Regionalligameister SG Wattenscheid 09 in der Aufstiegsrunde zur Bundesliga scheiterte. Im Jahre 2007 gelang der erneute Aufstieg in die Regionalliga, dem der direkte Wiederabstieg folgte. Der dritte Aufstieg in die Regionalliga gelang im Jahre 2011, bevor die Mannschaft aufgrund vereinsinterner Unstimmigkeiten den Verein verließ. Die Mannschaft trat am ersten Spieltag noch an, verlor mit 0:9 bei Borussia Bocholt und wurde dann zurückgezogen. Anschließend wurde die Fortuna in die Landesliga durchgereicht.

#### Erfolge
- Niederrheinmeister: 1992/93, 2006/07, 2009/10
- Niederrheinpokalsieger: 1992/1993, 1994/1995, 1996/1997

### Männerfußball
Die Männermannschaft der Fortuna spielte jahrzehntelang lediglich auf Kreisebene. Im Jahre 2004 gelang der Mannschaft unter Trainer Stefan Laumen der erstmalige Aufstieg in die Bezirksliga. Im Jahre 2023 gelang der Aufstieg in die Landesliga unter Trainer Fabian Wiegers. Zwei Jahre später stiegen die Dilkrather wieder in die Bezirksliga ab.

## Persönlichkeiten
- Sandra Albertz
- Christina Puls